# Івановське (Богородський район)
Івановське (рос. Ивановское) — село в Богородському районі Нижньогородської області Російської Федерації.
Населення становить 45 осіб. Входить до складу муніципального утворення Хвощовська сільрада.

## Історія
Від 2004 року входить до складу муніципального утворення Хвощовська сільрада.

## Населення
| 1999 | 2002 | 2010 |
| ---- | ---- | ---- |
| 71   | ↗75  | ↘45  |